# Gare de Slependen
La gare de Slependen est une gare ferroviaire norvégienne destinée au trafic local de la ligne de Drammen, située dans le village de Slependen, commune de Bærum. Elle se situe à 15.82 km d'Oslo.

## Histoire
Lorsque la gare de Slependen ouvrit en 1873, elle ne se situait pas au même endroit mais dans une courbe au niveau d'un pont où la ligne passait au-dessus de la route. Il y avait alors un petit bâtiment construit en bois.
Lorsque la ligne fut doublée, un autre bâtiment fut construit. La nouvelle gare, bien qu'à un nouvel endroit, se trouvait toujours dans la courbe.
La gare actuelle, construite en 1993, est la troisième version de la gare. Cette fois ci, elle ne se trouve plus dans une courbe mais dans une ligne droite, plus proche des villages de Sandvika et de Jong où se trouvait une halte ferroviaire  qui fusionna avec la nouvelle gare de Slependen qui se trouve à seulement 400m de l'ancienne halte ferroviaire.
Tous les anciens bâtiments ont été détruits.